# Roddlesworth
Roddlesworth – osada w Anglii, w hrabstwie Lancashire, w dystrykcie Chorley. Leży 31 km na północny zachód od miasta Manchester i 291 km na północny zachód od Londynu.